# Svensk gul anka

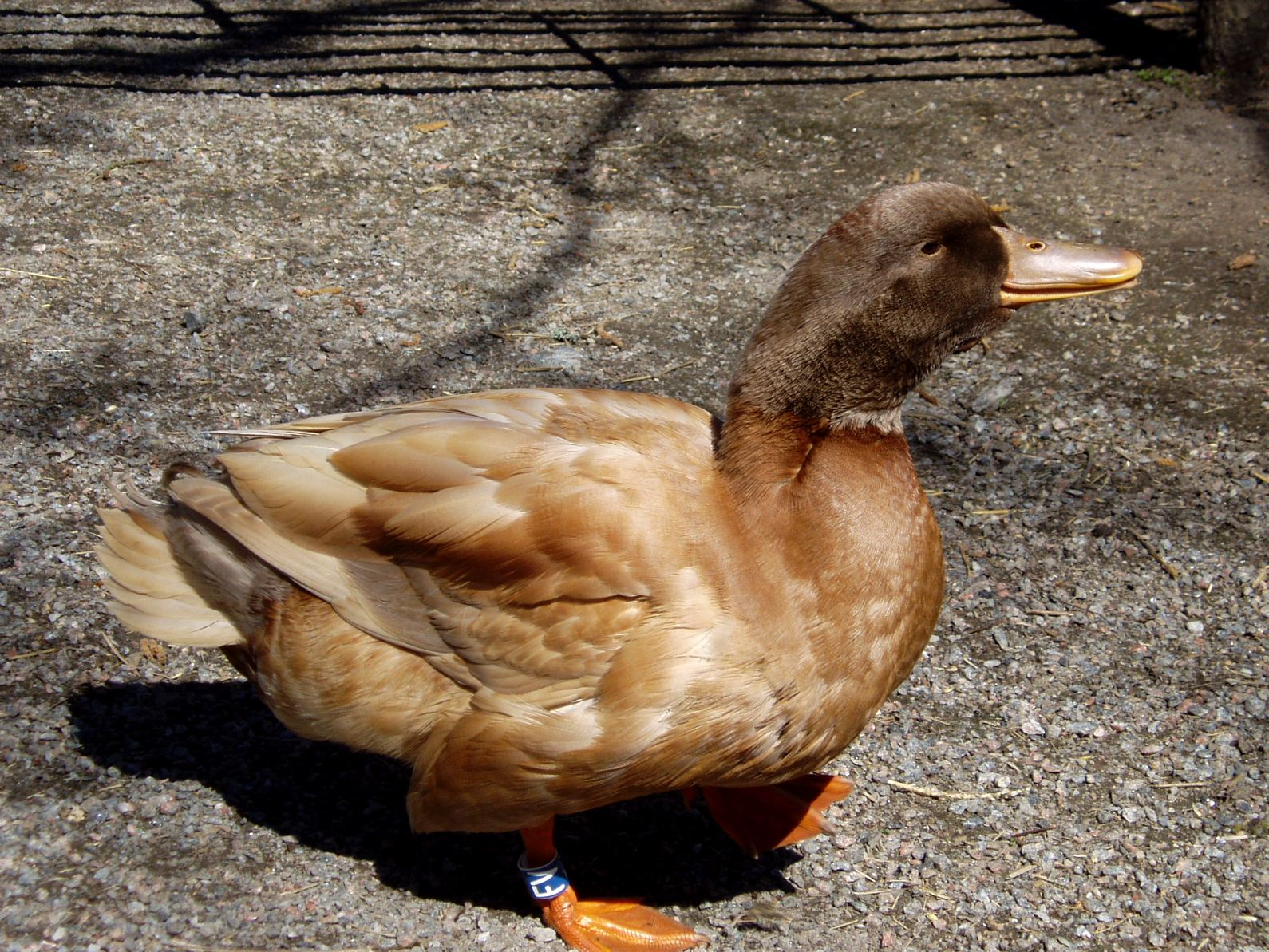
Svensk gul anka.

Svensk gul anka är en lantras som uppkom på tidigt 1900-tal i Skåne. 
Rasen avlades fram av Måns Eriksson från Svalöv. Omkring 1970 antogs rasen vara utdöd men sedan hittades några individer hos Thyra Johansson i Billinge som hade bevarat en stam av den unika rasen. Rasen är odlad ur svensk blå anka som funnits i Sverige under hundratals år. Från början ansågs den gula vara en variant av den blå, men senare nämndes de var för sig.
Fjäderdräktens grundfärg är gulbrun till gulvit. Honan är gul över hela kroppen, men kan vara spräcklig, medan hanen har en mörkbrun hals och huvud, men är annars lik honan. Rasen kan få upp till 200 ägg per år. Vikten ligger mellan 2,5 och 3,5 kilogram och hanar är cirka 500 gram tyngre än honor.